# Худлин
Худли́н (бел. Худлін) — деревня в Кобринском районе Брестской области Белоруссии. Входит в состав Городецкого сельсовета.
По данным на 1 января 2016 года население составило 56 человек в 22 домохозяйствах.

## География
Деревня расположена в 27 км квостоку от города Кобрин, 4 км к северо-востоку от станции Городец и в 71 км к востоку от Бреста, у автодороги М10 Кобрин-Гомель.
На 2012 год площадь населённого пункта составила 0,77 км² (77 га).

## История
Населённый пункт известен с 1499 года как деревня Ходлин. В разное время население составляло:
- 1999 год: 51 хозяйство, 116 человек;
- 2009 год: 73 человека;
- 2016 год[2]: 22 хозяйства, 56 человек;
- 2019 год[1]: 42 человека.